# El Soberbio
El Soberbio – miasto w prowincji Misiones w Argentynie nad rzeką Urugwaj. Ośrodek administracyjny departamentu Guaraní.